# جورج هوسمر
جورج هوسمر هو محامي وسياسي أمريكي، ولد في 30 أغسطس 1781، وتوفي في 6 مارس 1861. انتخب عضو جمعية ولاية نيويورك ‏.